# Ivan Potrč
Ivan Potrč, psevdonim Juraj T(j)oš, slovenski pisatelj, dramatik in urednik, * 1. januar 1913, Štuki pri Ptuju, † 12. junij 1993, Ljubljana.

## Življenje
V matični knjigi župnije Svetega Petra in Pavla je vpisan kot Janez Potrč. Njegova starša sta bila bajtarja Liza Malek in Janez Potrč st. Rodil se je v kmečki družini leta 1913. V letih 1926–1934 je hodil na realno gimnazijo na Ptuju, nekaj mesecev pred maturo je bil izključen in nato zaprt v Ljubljani. Od leta 1938 je v Mariborskem večerniku Jutra opravljal službo novinarja. V vojni je leta 1941 pobegnil in ilegalno deloval v Rušah, Mariboru in na Ptuju. Odpeljan je bil v koncentracijsko taborišče Mauthausen, od koder je bil izpuščen spomladi 1942. Z ilegalnim in legalnim delovanjem je nadaljeval na Štajerskem, v Avstriji in na Gorenjskem. Po vojni, leta 1947, je postal urednik Mladinske knjige. Dvakrat je bil izvoljen za predsednika Društva slovenskih pisateljev, v letu 1977 je postal izredni, 1983 pa redni član SAZU. Poročen je bil mdr. s pisateljico Branko Jurca, njegov sin je filozof Matjaž Potrč, hči pa Marjetica Potrč, arhitektka in kiparka.

## Delo
S pisanjem je začel v sedmem razredu gimnazije, njegova prva novela so Kopači (Ljubljanski zvon, 1933). Pesmi je objavljal v Književnosti in Obzorjih pod imenom Juraj Tjoš. Pisal je kot gruntarski sin, ki se upira krivicam v kmečki družbi. Leta 1944 je na Gorenjskem pod imenom Janez Šolar napisal enodejanko Izdajalec. Njegov opus literarna zgodovina uvršča v socialni realizem. Snov zajema iz razmer na Pohorju, Slovenskih goricah in okolici Ptuja. Jezik je domač in preprost, ponekod tudi krajevno obarvan. Za dramo Kreflova kmetija in roman Na kmetih je prejel Prešernovo nagrado; po njem je bil 1970 posnet film Rdeče klasje.

### Proza
- Prekleta zemlja (1936) (COBISS)
- Sveti zakon (1937) (COBISS)
- Sin, povest (1937) (COBISS)
- Podoba Slavke Klavora, novela (1945)
- Kočarji in druge povesti (1946) (COBISS)
- V kurirski karavli, novela (1946)
- Svet na Kajžarju, povest (1947)
- Na kmetih, roman (1954)(COBISS)
- Zločin, povest (1955) (COBISS)
- Srečanje, roman (1962) (COBISS)
- Nesmiselno življenje, izbor novel (1965) (COBISS)
- Onkraj zarje, zbirka avtobiografskih novel (1966) (COBISS)
- Pravljica o Vanču (1973)
- Imel sem ljubi dve, zbirka novel (1976)
- Tesnoba, roman (1991) (COBISS)
- Dva admirala in druge zgodbe, mladinska pripoved (1993) (COBISS)

### Dramatika
- Kreflova kmetija, drama (1947) (COBISS)
- Lacko in Krefli, drama (1949) (COBISS)
- Krefli, drama (1952) (COBISS)
- Na hudi dan si zmerom sam, drama (1964)

## Poimenovanja
- Pot Ivana Potrča
- Knjižnica Ivana Potrča Ptuj (tu je shranjena pisateljeva zapuščina).